# Slivniško jezero
Slivniško jezero je umetno jezero v neposredni bližini Gorice pri Slivnici, ob cesti proti Loki pri Žusmu. Napolnjeno je bilo leta 1976 za potrebe Železarne Štore. Zaradi razvoja tehnologije ga ta ni več potrebovala, zato je ostalo kot zadrževalnik poplavne vode ter kot jezero za ribolovno in turistično dejavnost. V jezero priteka potok Ločnica, iz njega pa izteka reka Voglajna.
Pri Pregradi Tratna stoji manjša hidroelektrarna, na vzhodni strani jezera pa leži tudi ihtiološki in ornitološki rezervat. V jezeru in ob njem najdemo preko 100 vrst ptic, 32 vrst rib, piškurje ter rake in školjke.

## Skrb za žabe
Okoli Slivniškega jezera domačini že leta skrbijo za varne prehode žab čez cesto. Tako so kot prvi v državi zanje zgradili podhode pod cestami, ob sezoni preseljevanja pa ob ceste namestijo tudi zaščite, ki preprečujejo ogromno število povoženih žab.  

## Galerija
- Lijak pri brani Slivniškega jezera.
- Labodja družina na Slivniškem jezeru